# Das Quartett: Das Mörderhaus
Das Mörderhaus ist ein deutscher Kriminalfilm von Vivian Naefe aus dem Jahr 2020 und die zweite Folge der ZDF-Krimireihe Das Quartett. Die TV-Erstausstrahlung erfolgte am 12. Dezember 2020 auf dem Sendeplatz Der ZDF-Samstagskrimi.

## Handlung
Der zweite Fall führt das Team der K14 in den sozialen Mikrokosmos eines Leipziger Altbaus. Scheinbar zeitgleich sind dort zwei Mieter ums Leben gekommen. Zufall, oder hängen beide Todesfälle zusammen? Zum einen wäre da ein Mann, der an einer Kohlenmonoxid-Vergiftung starb, weil er einen Holzkohlegrill in seiner Wohnung auskühlen ließ, und zum anderen eine Frau, die erschlagen im Wäschekeller aufgefunden wurde. Die Frau war die Lebensgefährtin von Bernd Siebert, einem leicht aufbrausenden Mieter. Er hat die Leiche entdeckt und rückt, da es zwischen den beiden in der letzten Zeit angeblich auch häufig Streitigkeiten gegeben haben soll, schnell in das Visier der Ermittler. Aber auch Alexander Rotte, der Besitzer des Mietshauses, gerät in Verdacht. Er soll massiv Druck auf die Hausbewohner ausgeübt haben, um diese zum Auszug aus ihren Wohnungen zu nötigen und plant angeblich den Abriss des Hauses zugunsten eines lukrativen Ärztehaus-Neubaus. Alles handfeste Motive, doch je tiefer Maike Riem und ihr Team in das Geflecht aus Streit, Lügen und Heimlichkeiten des Mietshauses vordringt, desto komplexer gestaltet sich die Aufklärung beider Verbrechen und es bleibt die Frage, ob letztendlich nicht doch eines mit dem anderen zusammenhängt.
Da es sich bei dem Kohlenmonoxid-Opfer offensichtlich um einen bedauerlichen Unfall handelt, den der nachweislich stark alkoholisierte Glöckel selbst verschuldet hatte, scheint es hier das Quartett nichts weiter ermitteln zu müssen. Doch es gibt Hinweise der anderen Mieter, die auf Damenbesuch schließen lassen. Nachdem sich herausstellt, dass Alexander Rottes fünfzehnjährige Tochter, die in dessen Mietshaus aufgewachsen und noch immer häufig dort anzutreffen war, verschwunden ist, vermuten die Ermittler, dass sie Gast bei der kleinen Grillparty war. Mieter und Taxifahrer Jens Thoma, der mit Glöckel  befreundet und an jenem Abend bei ihm war, bestreitet die Anwesenheit von Rottes Tochter. Für die genaue Klärung soll er und auch sein Nachbar Armin Hauke, der kurzzeitig bei der Grillparty dabei war, zur Vernehmung ins Revier gebracht werden. Hauke, der nur noch kurz auf die Toilette möchte, landet kurze Zeit später auf dem Dach des Dienstwagens der Ermittler. Schwer verletzt wird Hauke ins Krankenhaus gebracht und das Team weiß nicht so recht, was es davon halten soll. Hatte Hauke ein schlechtes Gewissen und ist selbst aus dem Fenster gesprungen, oder wurde er gestoßen, weil er zu viel wusste? Wenn ja, von wem? Nachdem genauere Ergebnisse vorliegen ist davon auszugehen, dass Hauke gestoßen wurde. Schon bald gibt Alexander Rotte zu den Mann gestoßen zu haben, weil er subtile Andeutungen bezüglich seiner Tochter gemacht hatte und auch noch Geld forderte, für sein Angebot aus dem Mietshaus auszuziehen.
Inzwischen liest Technikexperte Linus Roth die Taxidaten von Jens Thomas Wagen aus, sodass nach Rekonstruktion seiner Fahrtrouten des Tattages zu erkennen ist, dass Thoma an jenem Morgen ein Waldstück aufgesucht hat. Als dort mit Hunden gesucht wird, findet sich die Leiche von Celina Rotte und auch hier deuten alle Zeichen auf eine Kohlenmonoxid-Vergiftung. Thoma wird verhört und erklärt, das Mädchen an jenem Morgen tot aufgefunden zu haben, ebenso wie seinen Freund Glöckel. Da das Mädchen erst fünfzehn war, befürchtete er juristische Konsequenzen und hat Celinas Leiche deshalb versteckt. Somit hat das Quartett alle offenen Fragen geklärt, bis auf die Frage, wer und warum die Frau im Keller, Antje Engel, erschlagen hat. Diesbezüglich stellt Roth fest, dass nach ihren Ermittlungen irgendwie alle Hausbewohner ein Motiv hätten, lediglich die bisher unauffällige Heidi Drechsler nicht. Dabei fällt Christoph Hofherr ein, dass er bei der Befragung von Drechsler eine Urlaubskarte gesehen hatte, die Antje Engel ihr aus ihrem letzten Urlaub geschickt hatte. Eine Karte mit dem Wortlaut: „Ich denke nur an Dich, Du fehlst mir. A.“ Siebert wird daraufhin befragt und zum Tatort geführt, wo die Frau weinend zugibt ihre Freundin erschlagen zu haben. Niemand habe etwas von ihrer Beziehung bemerkt, aber nachdem Antje schwanger geworden sei, wollte sie die Beziehung beenden und Siebert heiraten. Vor Wut von ihr verlassen zu werden habe sie dann mit einem Hammer zugeschlagen.

## Nebenhandlung
Überraschend für Maike Riem taucht ihr halbwüchsiger Sohn Lukas auf, der bei seinem Vater in Berlin lebt. Er will mit seiner Mutter reden, weil er ein Foto gefunden hat, wonach sie einen Bruder gehabt haben muss, von dem er gar nichts weiß. Maike erzählt ihm Henrys Geschichte, der mit sechzehn den Drogen zum Opfer gefallen sei und dies möglicherweise der Grund dafür gewesen sei, dass sie Polizistin geworden sei.

## Produktionsnotizen
Die Dreharbeiten für Das Mörderhaus fanden im Zeitraum vom 2. September 2019 bis zum 30. September 2019 unter dem Arbeitstitel Das Quartett – Immer schön grüßen an Drehorten in Berlin und Leipzig statt.

## Rezeption

### Einschaltquoten
Die Erstausstrahlung am 12. Dezember 2020 im ZDF wurde von 5,8 Millionen Zuschauern verfolgt, was einem Marktanteil von 17,5 % entspricht.

### Kritik
Rainer Tittelbach von tittelbach.tv wertete: „Die Besonderheiten des Auftaktfilms sind […] verblasst: Die modernen Ermittlungstechnologien wirken nur noch wie telegene Mätzchen, die dezenten psychisch-mentalen Dispositionen dieser Viererbande verkommen gelegentlich zur Pose, und das freundliche Betriebsklima entpuppt sich als narrative Setzung, die auf Dauer eher von Langeweile gekrönt werden dürfte. So plausibel der Gedanke ist, dem deutschen Krimi-Fan kein weiteres Kommissariat im Dauerclinch präsentieren zu wollen, sondern bei diesem Quartett auf Gemeinschaft, Nähe und Verständnis zu setzen, so deutlich erkennbar sind bereits im zweiten Film die dramaturgischen Defizite dieses Konzepts.“
„Vier gewinnt! Da tanzt wohltuend keiner aus der Reihe“, meinten die Kritiker der Fernsehzeitschrift TV Spielfilm über den Film und bewerteten diesen mit dem Daumen nach oben.
Tilmann P. Gangloff urteilte für die Frankfurter Rundschau: „Leider bekommen die Figuren […] [trotz guter und erfahrener Besetzung] nicht genug Tiefe, um wirkliches Interesse zu wecken.“ „Faszinierend und nach wie vor ein Alleinstellungsmerkmal sind allerdings Roths dreidimensionale Aufnahmen, mit deren Hilfe ‚Das Quartett‘ den Tatort auch später noch inspizieren kann; diese Idee ist weitaus origineller als die doch recht bemüht wirkenden Versuche, die Teammitglieder von der Masse der Ermittler abzuheben. Hinzu kommen einige unglücklich formulierte Dialoge“ und eine „Komplett überflüssige“ „Schlussszene bei einem Kegelabend.“